# Souvrství Hanson

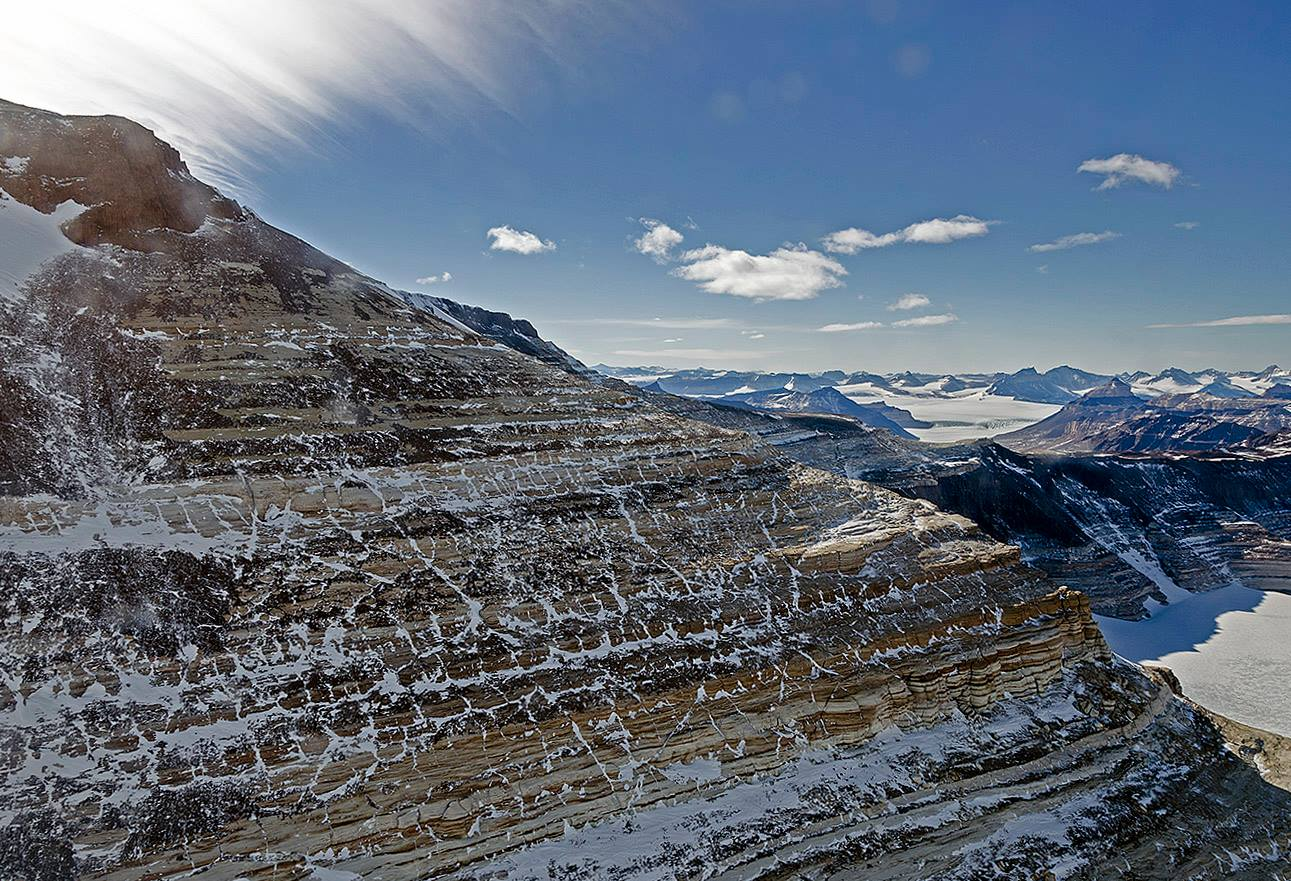
Pohled na Transantarktické pohoří, ve kterém se nacházejí výchozy souvrství Hanson.

Souvrství Hanson je geologickým souvrstvím, nacházejícím se na hoře Mount Kirkpatrick na jihu Antarktidy. Vrstvy zde mají stáří asi 194 až 188 milionů let, pocházejí tedy z období rané jury (věky sinemur až pliensbach). Hlavními typy hornin zde jsou pískovce a tufity.

## Paleontologie
I přes velmi nepříznivé klimatické podmínky zde vědecké expedice v minulosti objevily množství fosilií z období druhohor a spolu s nálezy v pozdně křídovém souvrství Snow Hill Island zároveň i několik druhů dinosaurů. Objeveny byly také fosilie ptakoještěrů, savců a některých dalších obratlovců.

## Popsané dinosauří taxony

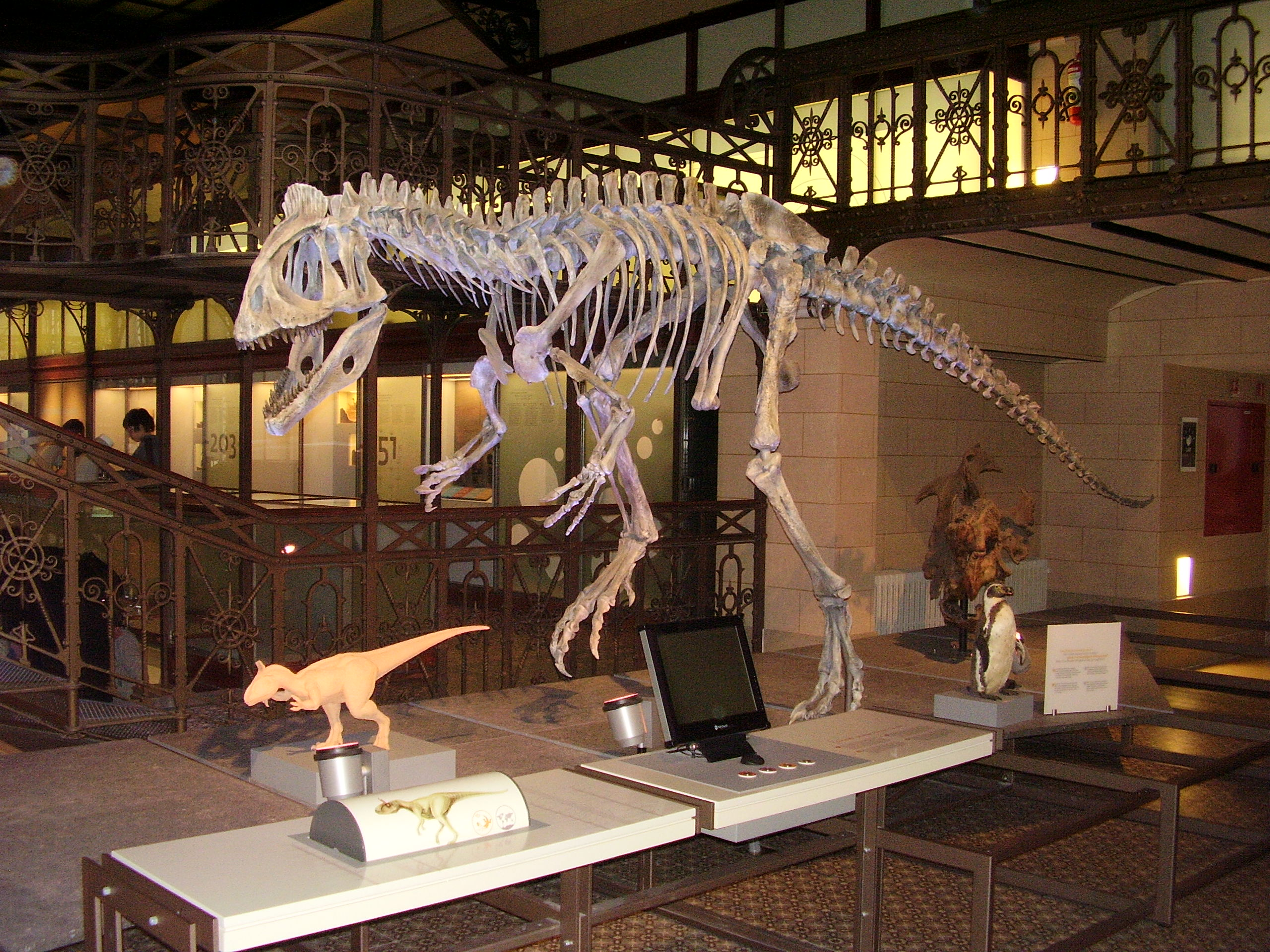
Cryolophosaurus - rekonstrukce kostry.

- Cryolophosaurus ellioti - vývojově primitivní teropod z kladu Neotheropoda

- Glacialisaurus hammeri - vývojově primitivní sauropodomorf z čeledi Massospondylidae[3]

### Česká literatura
- Socha, Vladimír (2015). Neznámí dinosauři. Nakl. Mladá fronta, Praha. ISBN 978-80-204-3595-8.